# Russula sanguinea
Russula sanguinea (Pierre Bulliard 1781, ex Elias Magnus Fries, 1838), sin. Russula sanguinaria Heinrich Christian Friedrich Schumacher, 1803 ex Stephan Rauschert, 1989), a încrengăturii Basidiomycota, din familia Russulaceae și genul Russula, denumită în popor ciuperci roșii sau vinețică sângerie, este o  specie de ciuperci necomestibile răspândită și comună, fiind un simbiont micoriza (formează micorize pe rădăcinile arborilor). Ea se poate găsi în România, Basarabia și Bucovina de Nord, crescând solitară sau în grupuri mai mici, neavând pretenții speciale asupra solului. Astfel se dezvoltă atât pe cel uscat, cât și pe cel umed care poate fi brun, neutru până ușor acid, dar și calcaros, alcalin, bine furnizat cu baze și substanțe nutritive. Uneori se ivește chiar și în turbării. Apare de la câmpie la munte, din (iunie) iulie până în octombrie (noiembrie).
Epitetul sanguinea este derivat din adjectivul latin (latină sanguineus, -a, -um=însângerat, sângeros, roșu sângeriu),

## Taxonomie

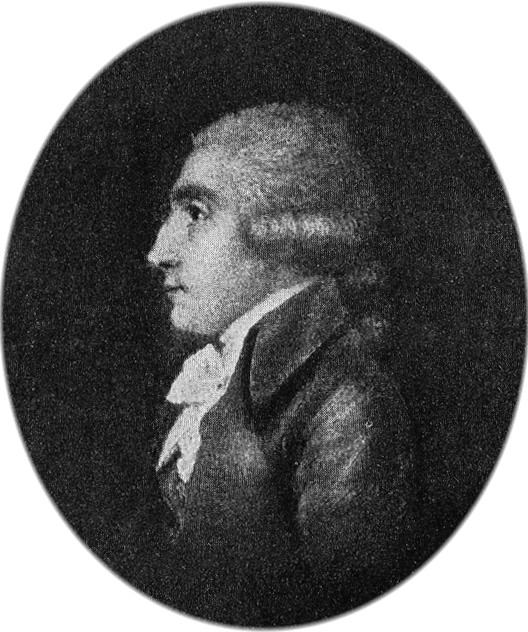
Pierre Bulliard

Numele binomial Agaricus sanguineus a fost determinat de savantul francez Pierre Bulliard în volumul 1 al marii sale opere Herbier de la France ou, Collection complette des plantes indigenes de ce royaume din 1781. . În 1838, renumitul micolog suedez Elias Magnus Fries a transferat specia la genul Russula sub păstrarea epitetului, de verificat în lucrarea sa Epicrisis systematis mycologici, seu synopsis hymenomycetum.
Independent de Bulliard, botanistul și medicul german Heinrich Christian Friedrich Schumacher (1757-1830) a descris specia sub denumirea Agaricus sanguinarius în volumul 2 al lucrării sale Enumeratio Plantarum, in Partibus Sællandiae Septentrionalis et Orientalis Crescentium din 1803 , apoi mutată de micologul ceh de origine germană Stephan Rauschert (1931-1986) tot la genul Russula, publicat postum în volumul 43 al jurnalului Ceská Mykologie din 1989,  o denumire repede acceptată nume curent și parțial chiar văzut ca soi independent. Între timp însă, hotărârea a fost retrasă și denumirea anterioară a savanților Bulliard/Fries restabilită precum acceptată actual (2019) de ambele mari comitete de nomenclatură Mycobank și Index Fungorum, de asemenea de GBIF (Global Biodiversity Information Facility).
Mai trebuie menționat, că micologul italian Bruno Cetto a descoperit și descris o formă albă a speciei, denumind-o Russula sanguinea f. bianca. Toate celelalte încercări de redenumire nu au fost folosite niciodată și sunt astfel neglijabile.

## Descriere

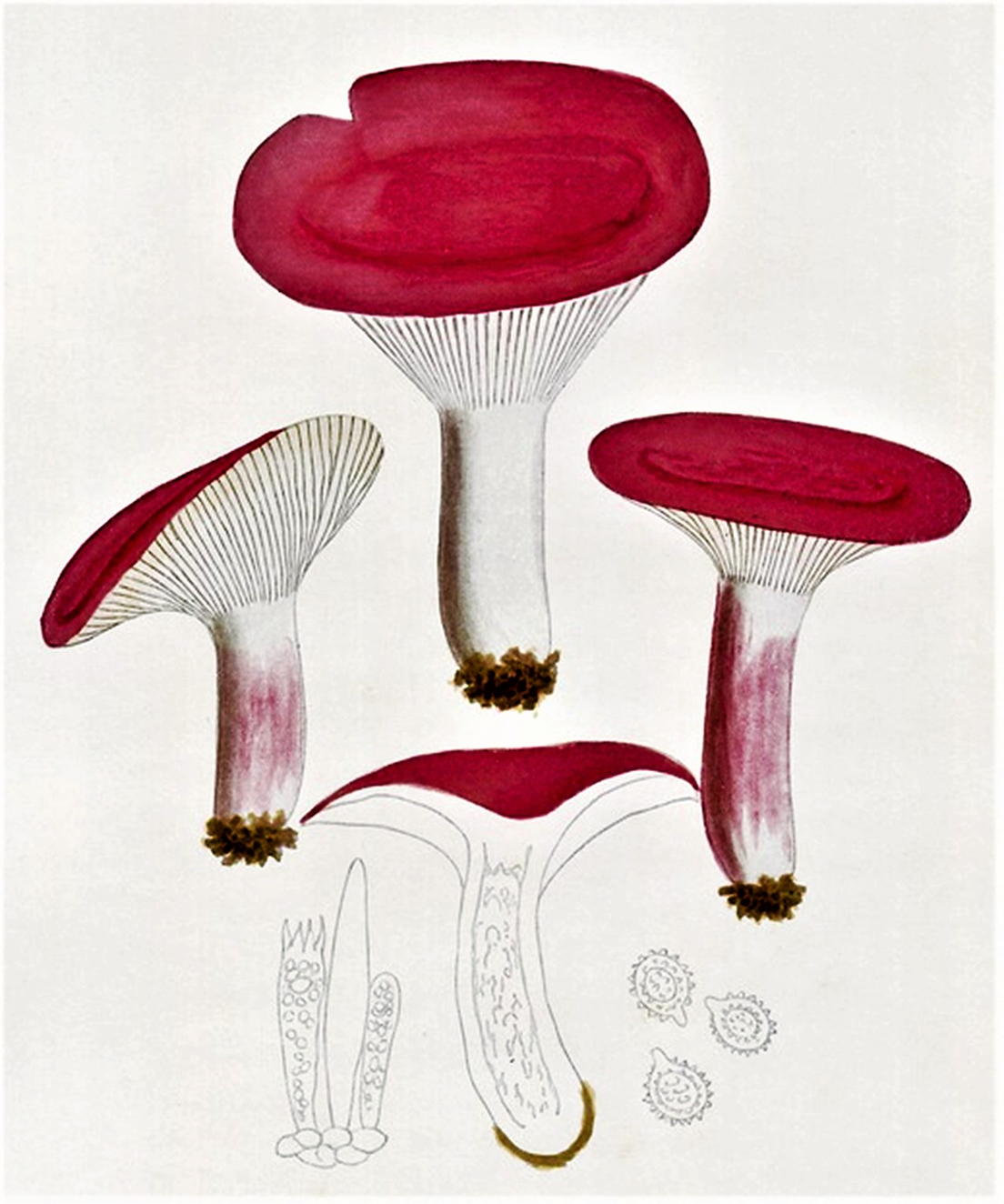
Bres.: Russula sanguinea

- Pălăria:  destul de cărnoasă, care nu se poate decoji, are un diametru de 4-10 cm, este inițial emisferică, mai târziu aplatizată, doar ușor deprimată în centru, și în vârstă adesea ceva denivelată, marginea fiind contondentă, nu sau doar foarte slab canelată. Cuticula este netedă până la ușor aspră, uneori granulată fin, și în stare uscată mată. Umedă, este lipicioasă cu o strălucire mătăsoasă. Coloritul tinde de la viu sângeriu la violet, și, de obicei, se decolorează mai mult sau mai puțin crem până palid ocru la bătrânețe. Există și o formă albă (vezi mai sus).
- Lamelele: destul de groase și distanțate între ele, sunt arcuite, slab decurente la picior sau, uneori, lat aderente. Inițial sunt palid albicios-gălbuie, apoi se decolorează galben ca paia, devenind la bătrânețe mai mult sau mai puțin ocru. La unele variații sunt albe. Prezintă lamele intercalate precum bifurcate, muchiile fiind netede.
- Piciorul: are o lungime de 3-7 cm și o grosime de 1-3 cm, este cilindric, compact, câteodată puțin îngroșat la bază, mai întâi plin, apoi împăiat până aproape gol pe dinăuntru. Coaja, deseori cu aspect încrețit, este de un colorit roz până roșiatic pe fund albicios, rar albă cu nuanțe gălbuie care sunt mai pronunțate la bază. Nu poartă un inel.
- Carnea: este albă, devenind după tăiere sau la bătrânețe gălbuie până slab ocru, foarte compactă, densă și fărâmicioasă, cu un miros fructuos aproape imperceptibil precum un gust amar și extrem de iute.[4][5]
- Caracteristici microscopice: sunt globuloși până slab ovoidali, hialini (translucizi), cu veruci destul de ascuțiți și reticulați între ei, având o mărime de 7-10 x 6-8 microni. Pulberea lor este albă. Basidiile clavate cu 4 sterigme fiecare măsoară 35-40 x 7-10 microni. Cheilocistidele (elemente sterile situate pe muchia lamelor) fusiforme precum apendiculare în vârf  au 50-70 x 9-12 microni, iar pleurocistidele (elemente sterile situate în himenul de pe fețele lamelor) mai mari, de 65-130 x 11-16 microni. Hifele cuticulei cu pereți mai mult sau mai puțin gelatinoși, sunt de 3-4,5 microni, cilindrice, îngustându-se spre vârf și simplu septate. Între ele se află pileocistide (elemente sterile de pe suprafața pălăriei) cilindrice până fusiforme sau slab clavate și uneori încorsetate în vârf cu o lățime de 4-7 microni.[14][15]
- Reacții chimice: carnea și lamelele se decolorează cu acid sulfuric brun-negricios, carnea cu anilină după ore roșu de somon, cu anilină de fenol vinaceu, mai târziu negru-purpuriu, cu fenol brun, carnea și lamelele cu sulfoformol după aproximativ o jumătate de oră albastru indigo, carnea și coaja buretelui cu hidroxid de potasiu palid galben, carnea cu naftolul α albastru, cu sulfat de fier (II) roz carneu și cu sulfovanilină, carnea piciorului albastru-negricios, iar cuticula roz.[16][17]

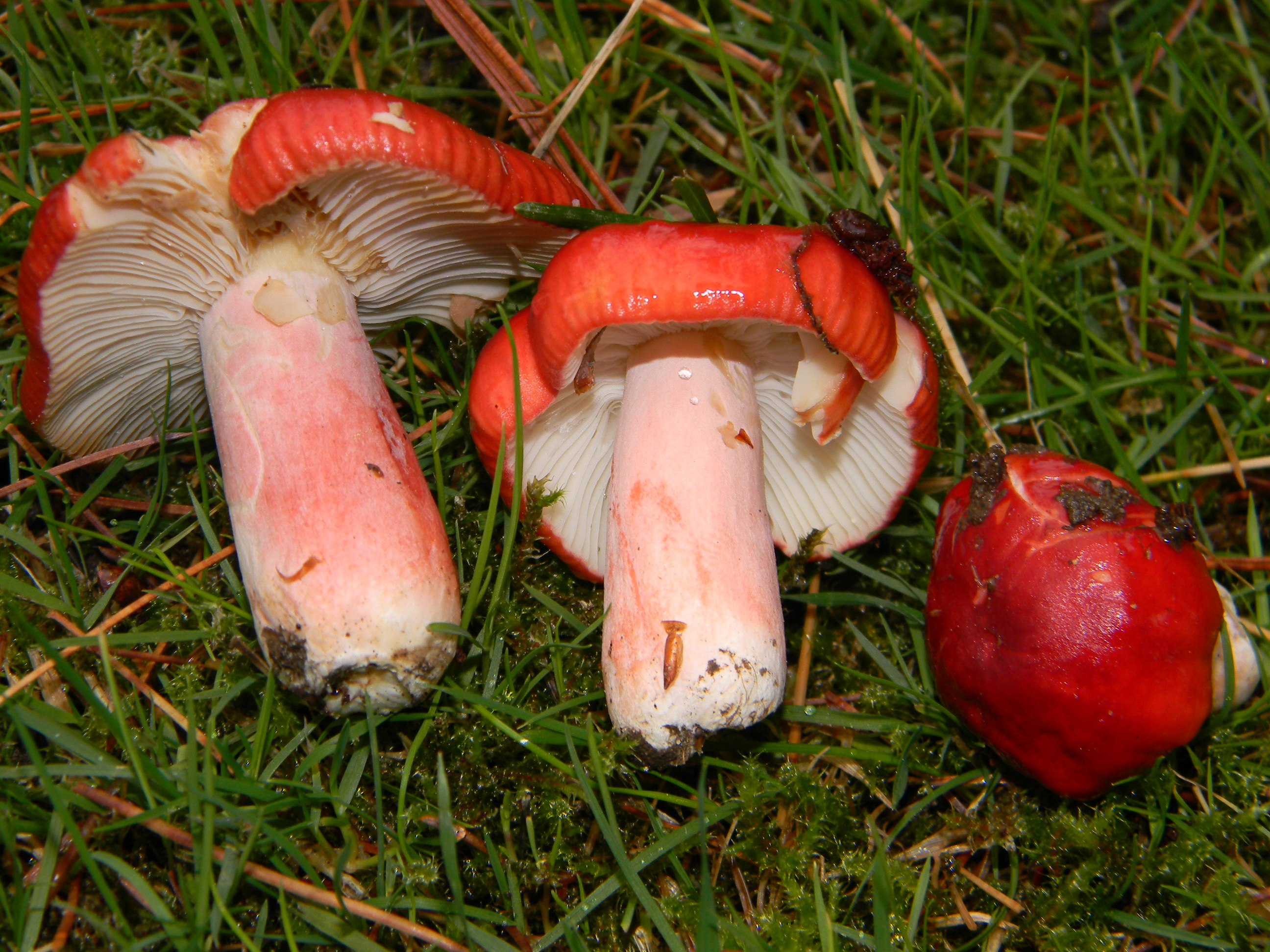
R. sanguinea, pălărie, lamele și picior
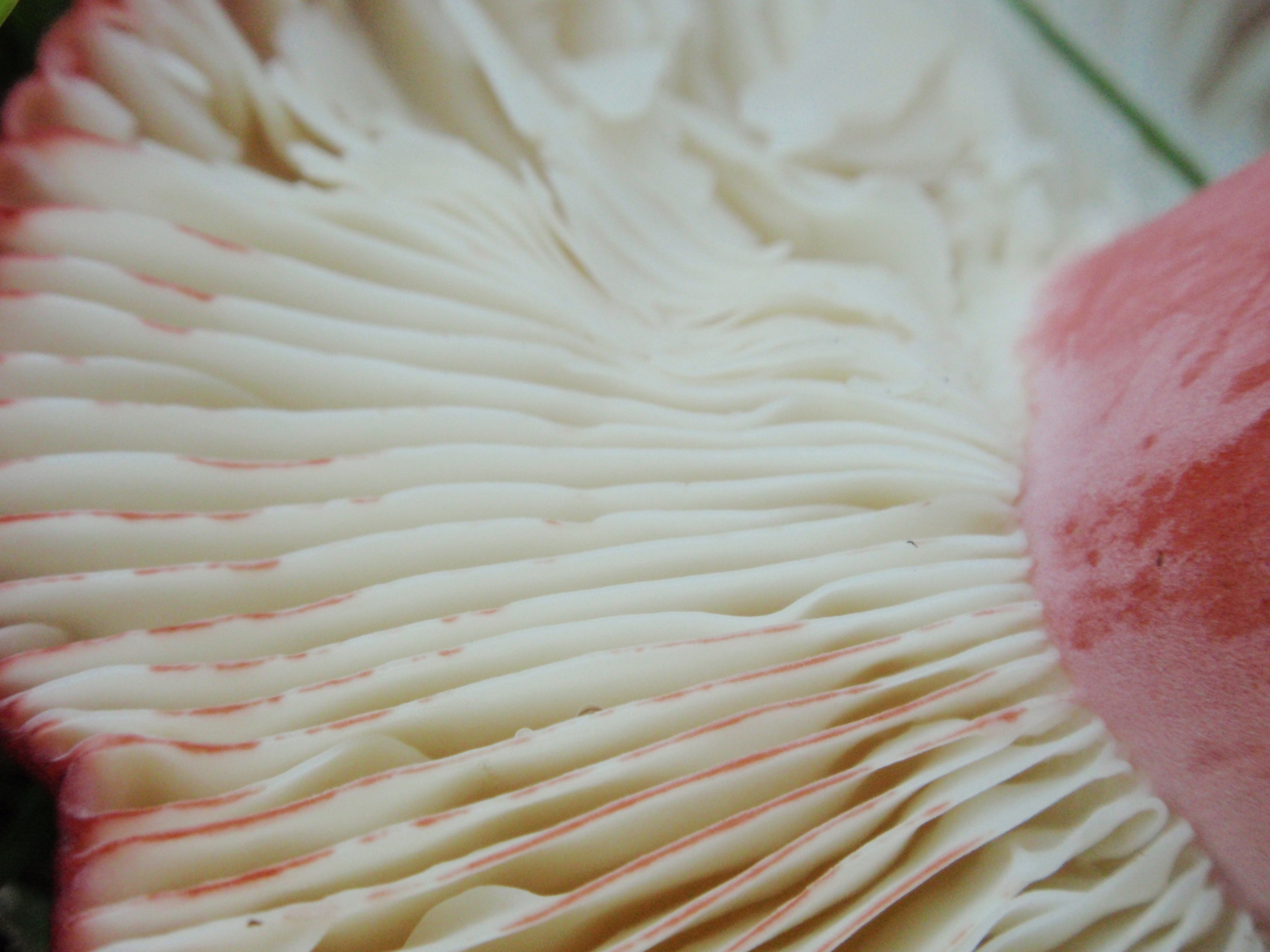
R. sanguinea, lamele din apropiere
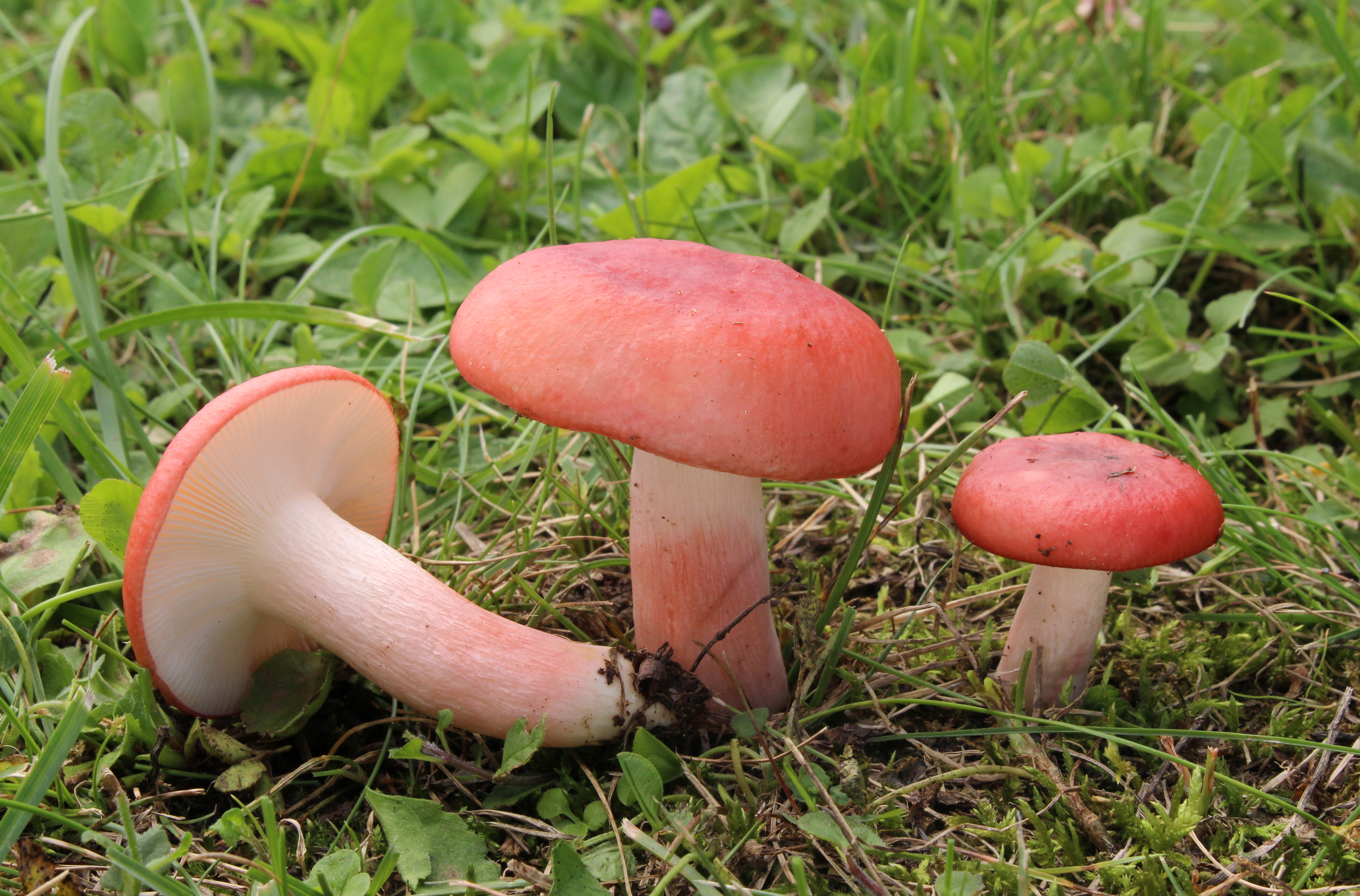
R. sanguinea bătrână
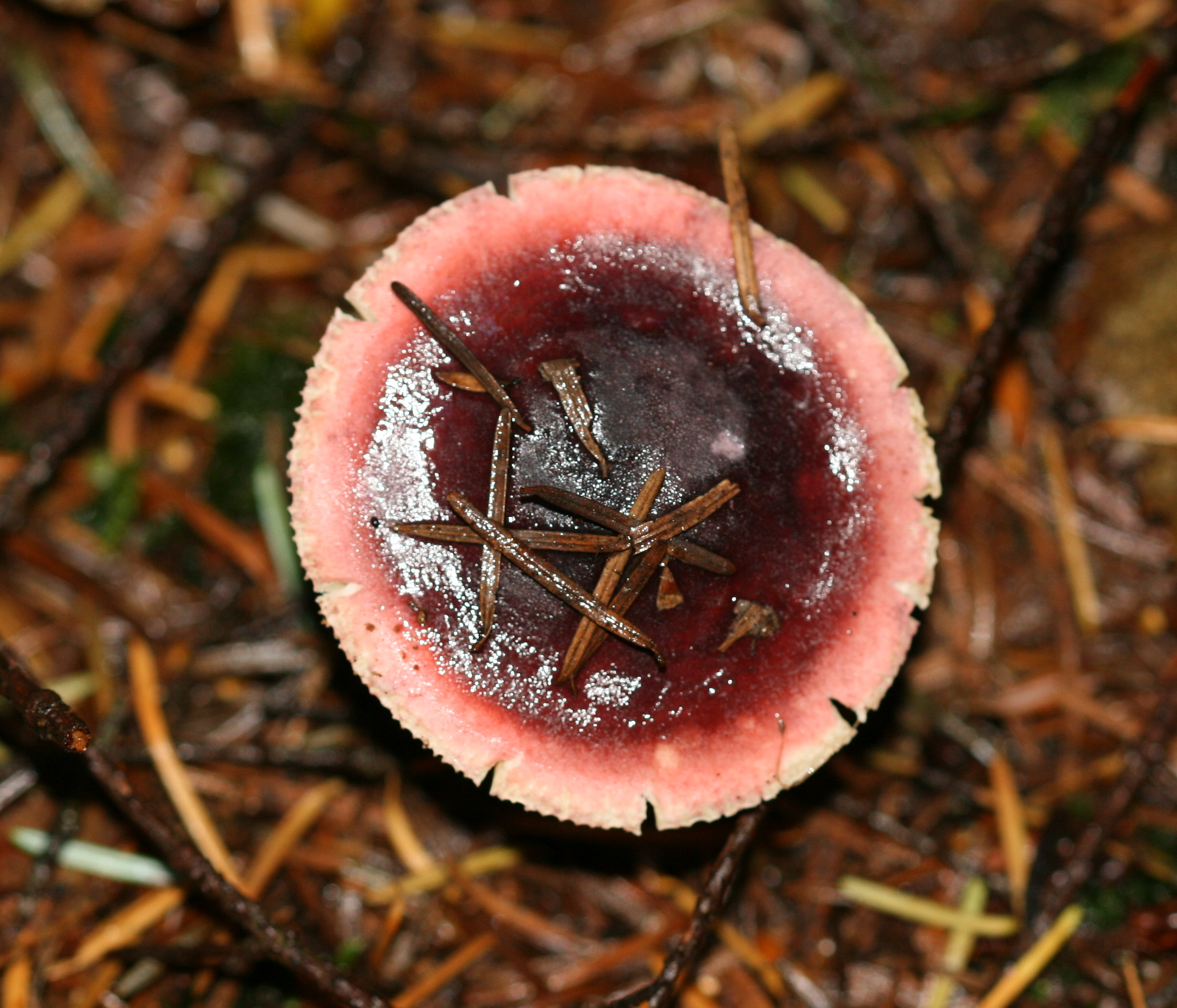
R. sanguinea cu nuanțe violacee
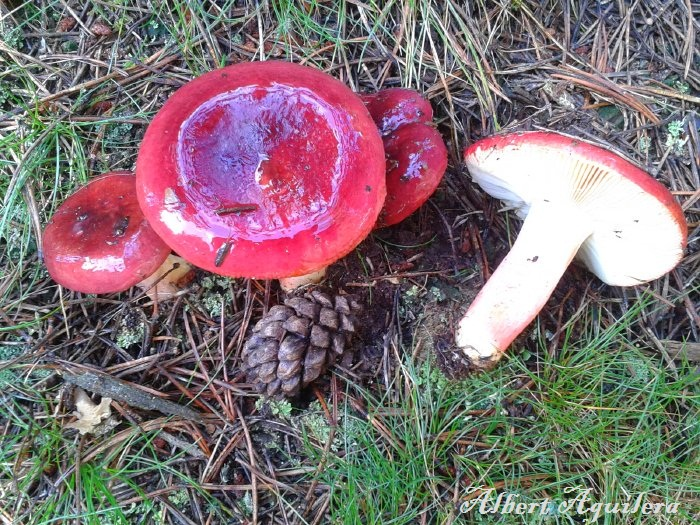
R. sanguinea cu nuanțe violacee
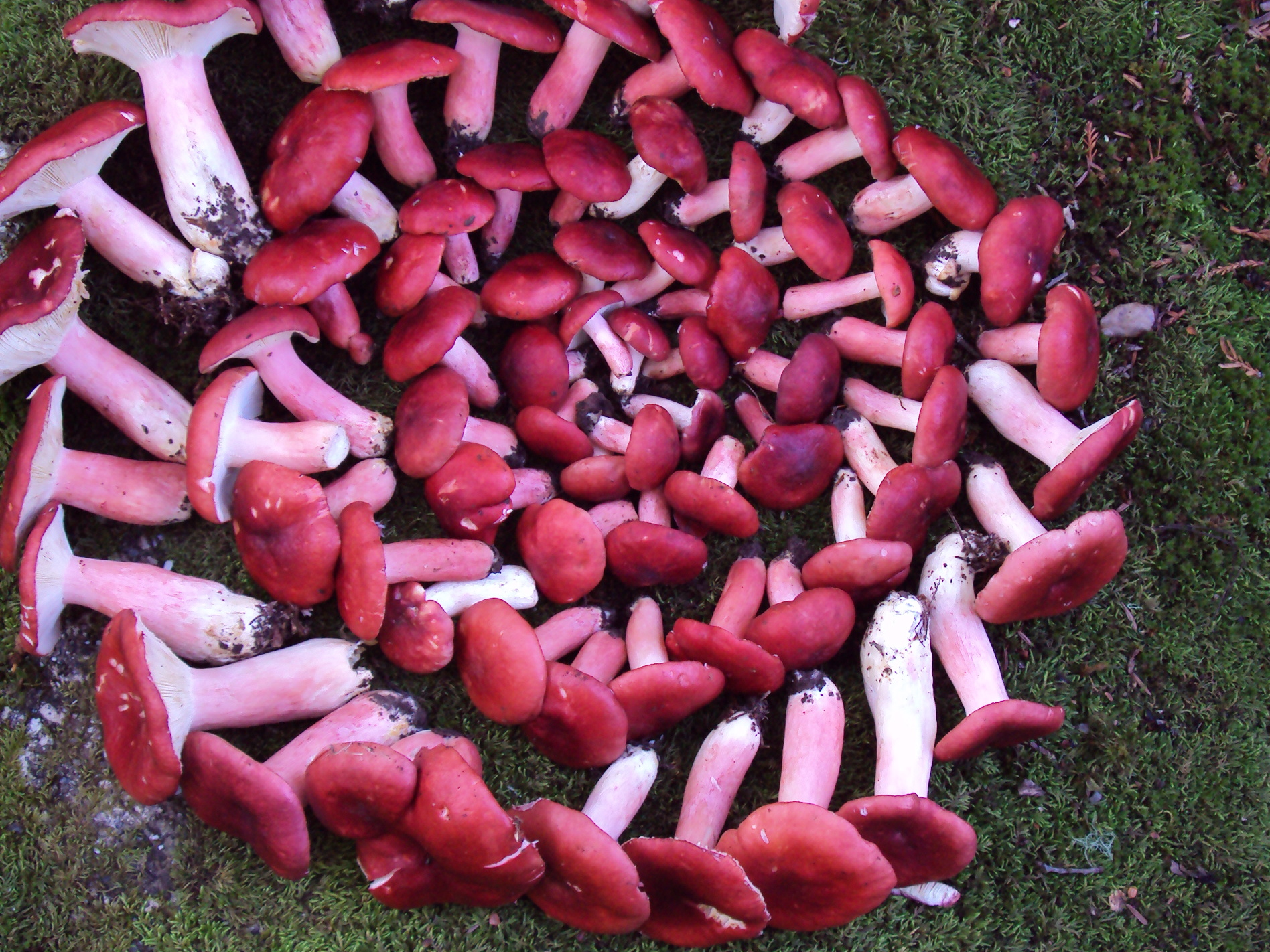
R. sanguinea în diverse stadii de dezvoltare

## Confuzii
Vinețica sângerie se poate confunda cu alte soiuri otrăvitoare ca de exemplu cu Russula betularum, Russula grisescens, Russula silvicola sin. Russula silvestris și în special cu Russula emetica și Russula nobilis (vinețica nobilă) sau cu necomestibilele Russula luteotacta, Russula persicina, Russula pseudointegra, Russula rhodopus respectiv Russula rubra. De asemenea, ciuperca seamănă cu specii comestibile cum sunt Russula aurea, Russula decipiens, Russula decolorans, Russula paludosa, Russula rosea sin. Russula lepida sau Russula xerampelina.

## Ciuperci asemănătoare

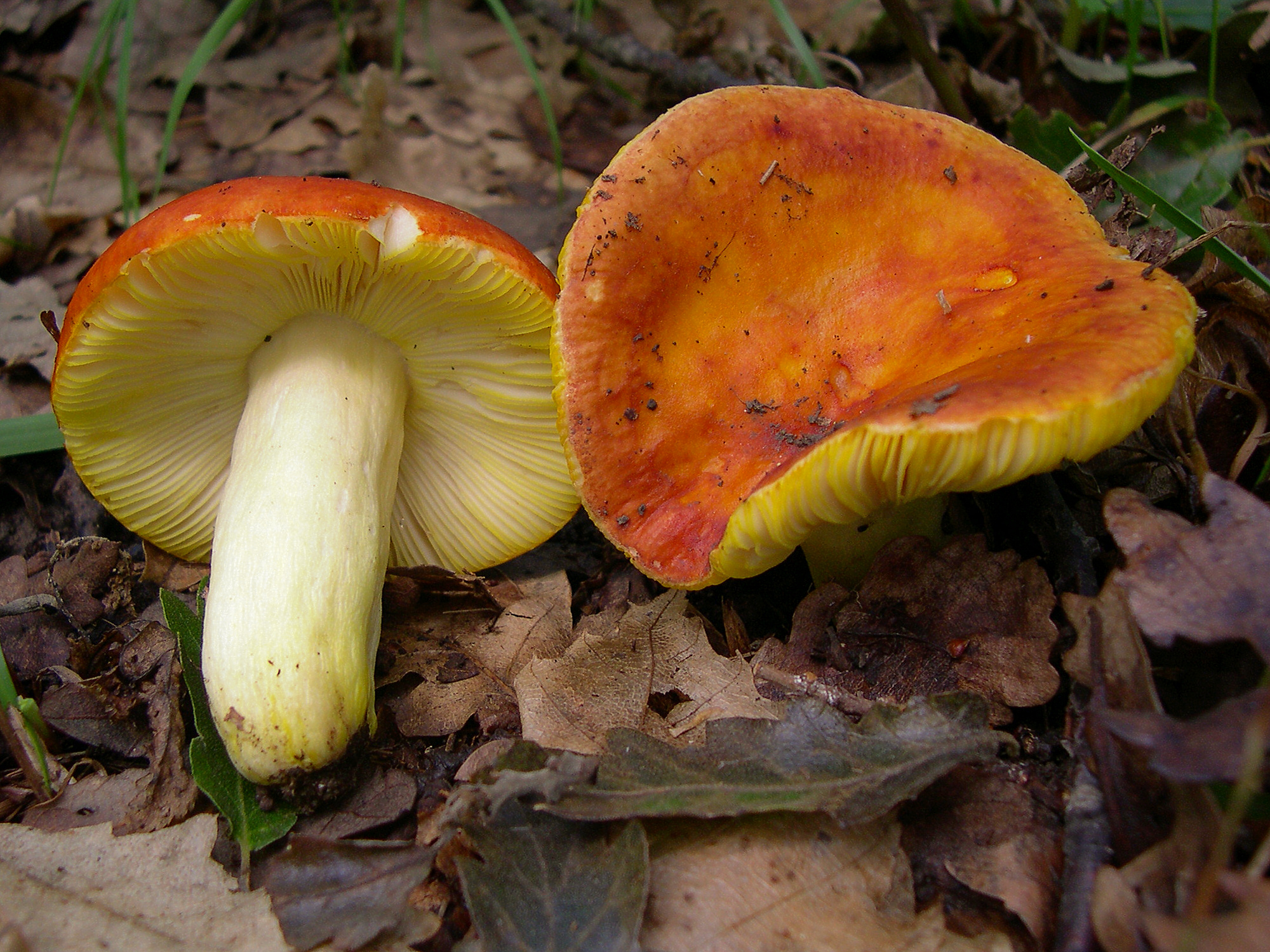
Russula aurea
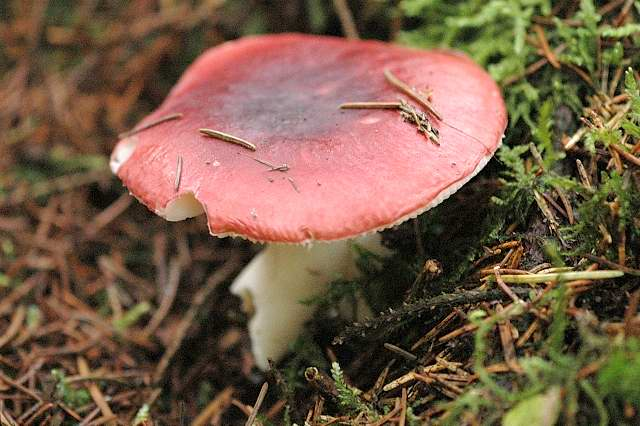
!Russula.badia!
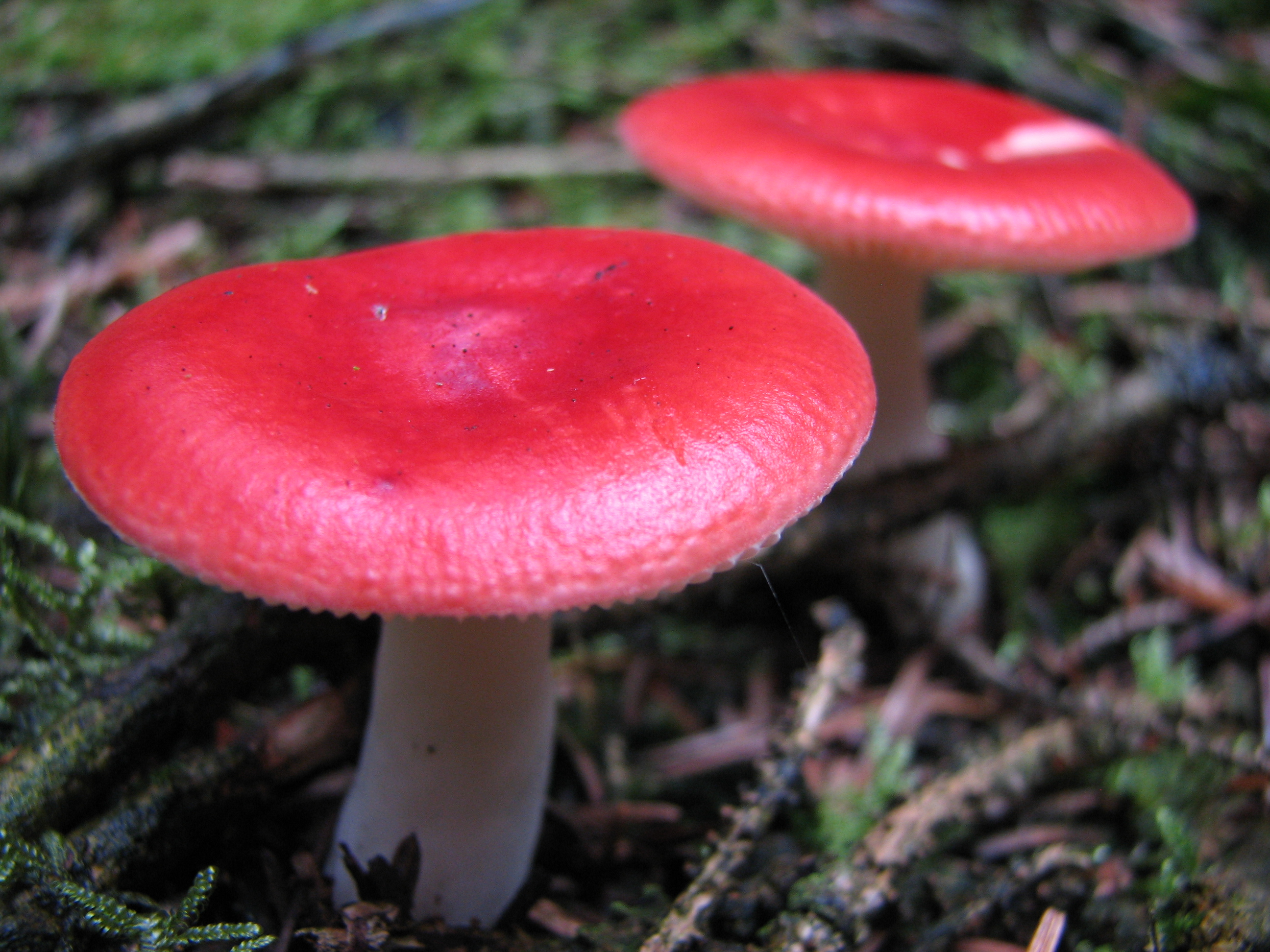
!!Russula emetica!!
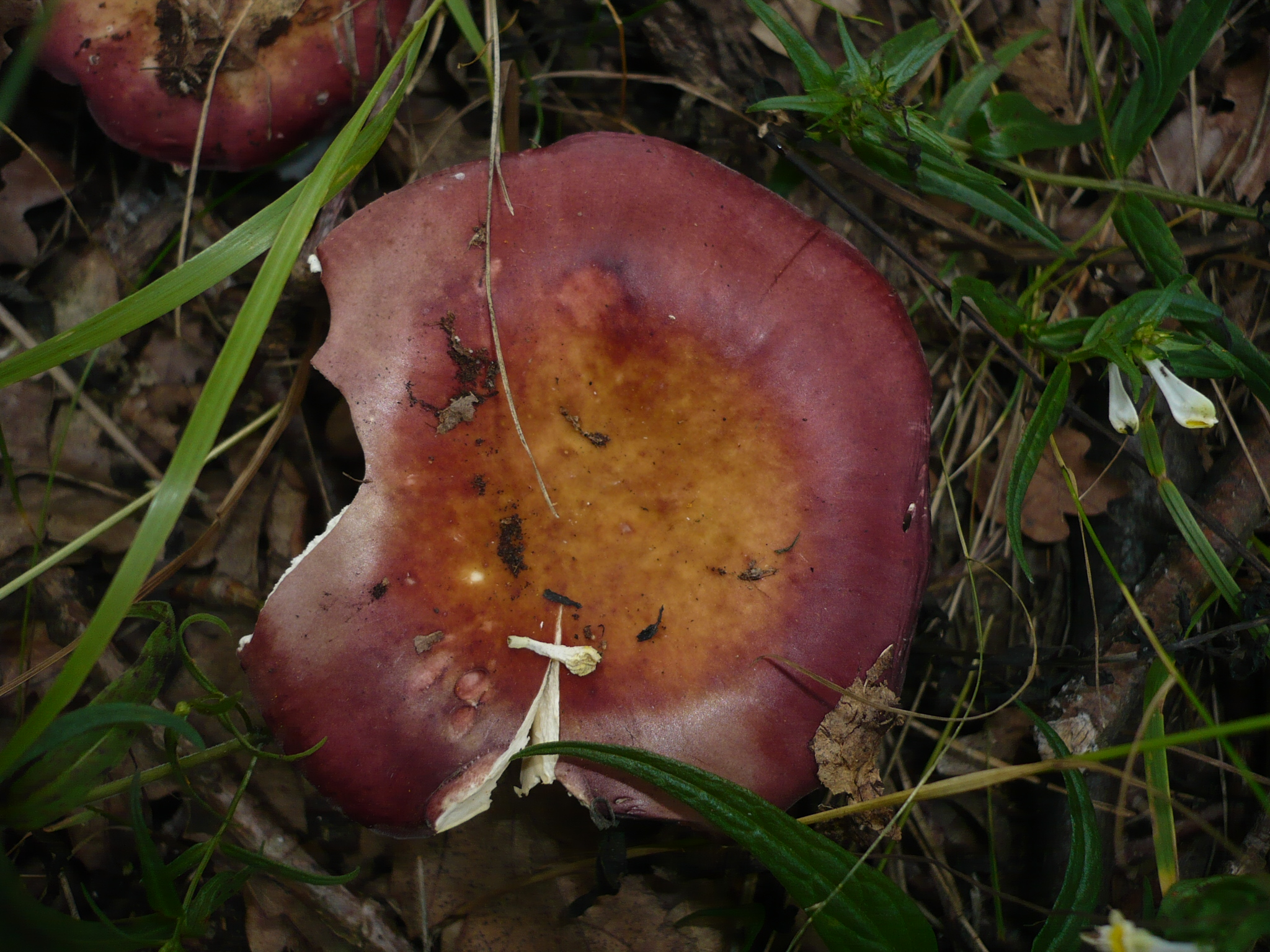
Russula decipiens
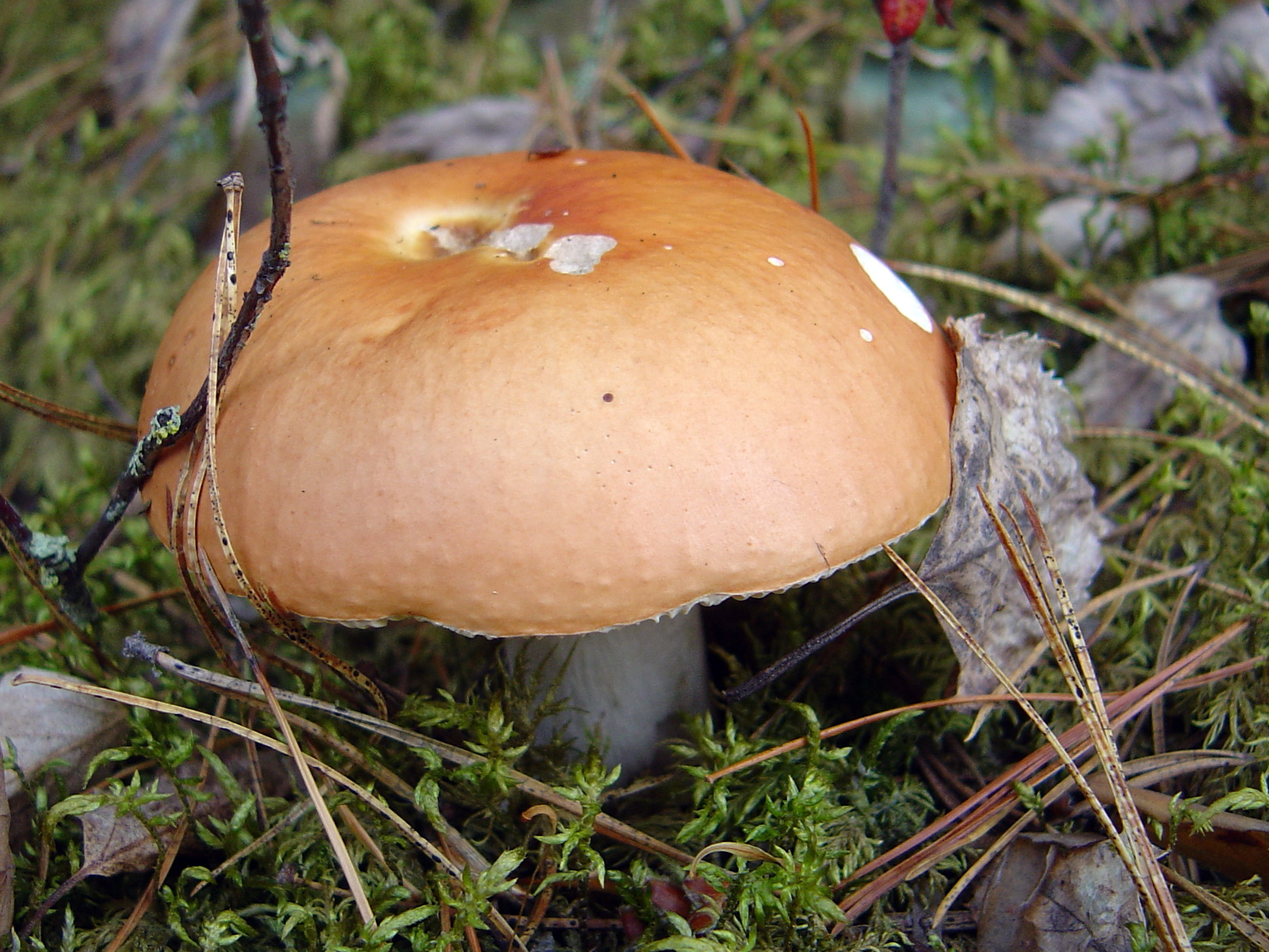
Russula decolorans
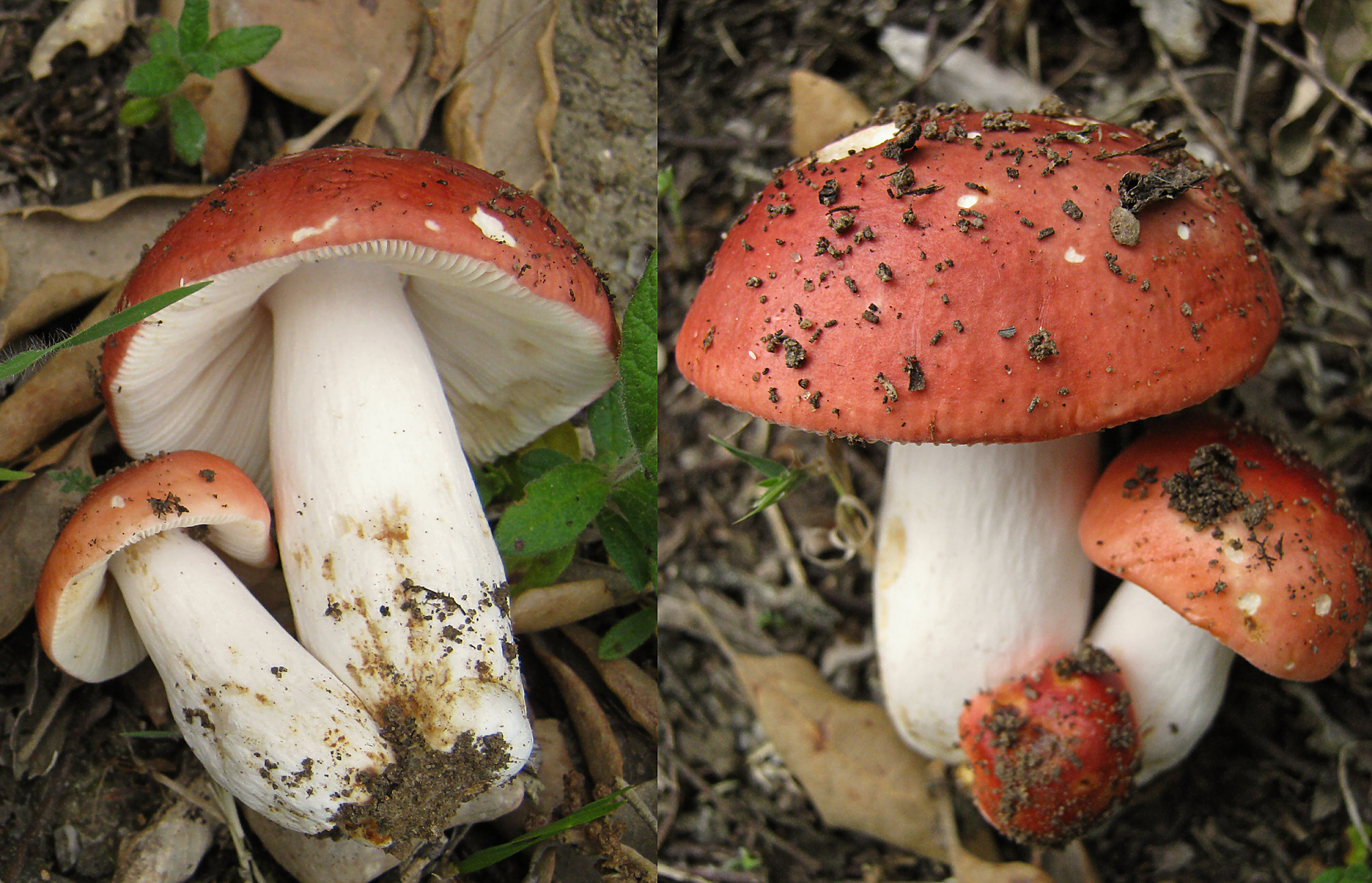
Russula lepida
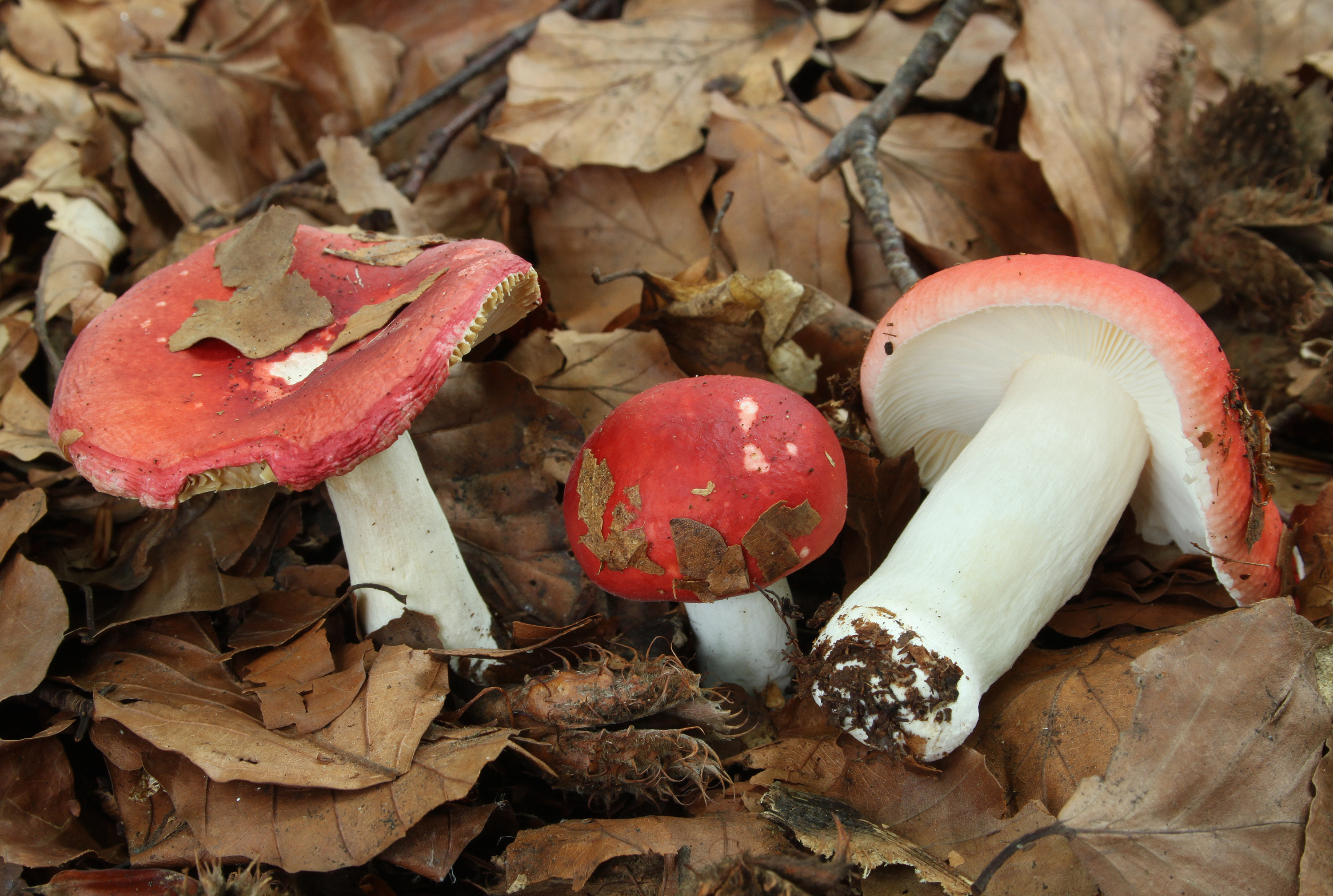
!!Russula nobilis!!
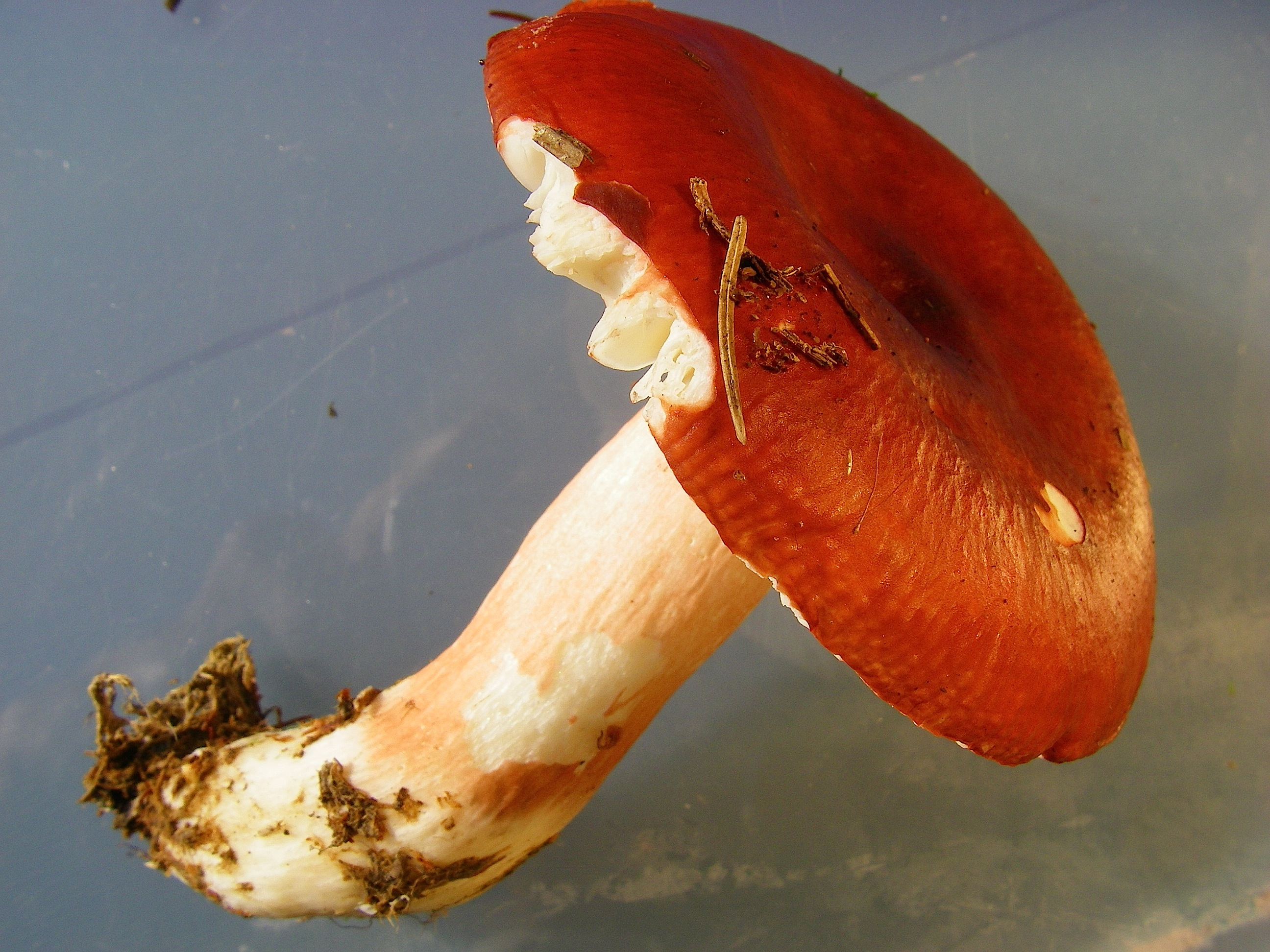
Russula paludosa

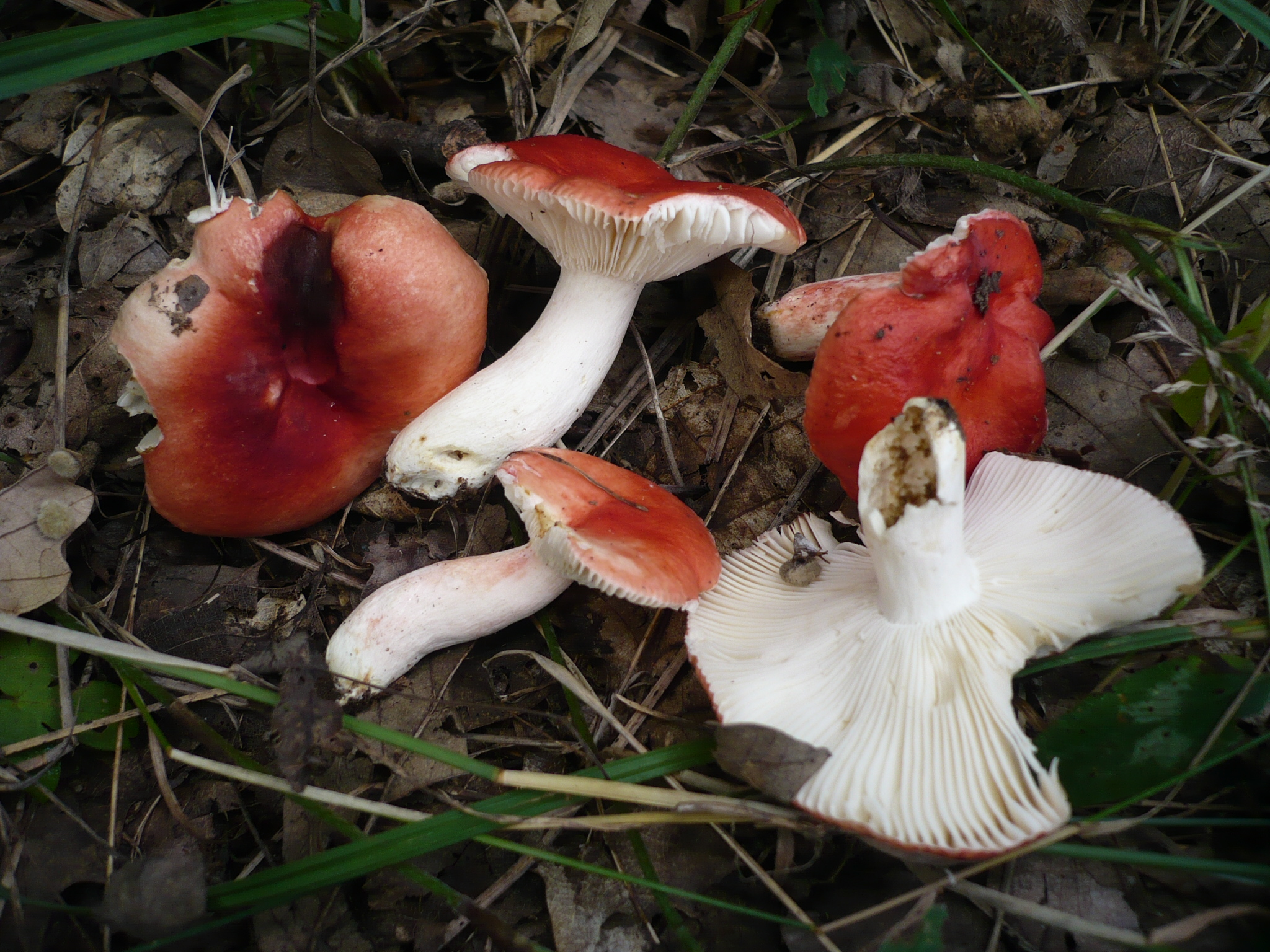
!Russula persicina!
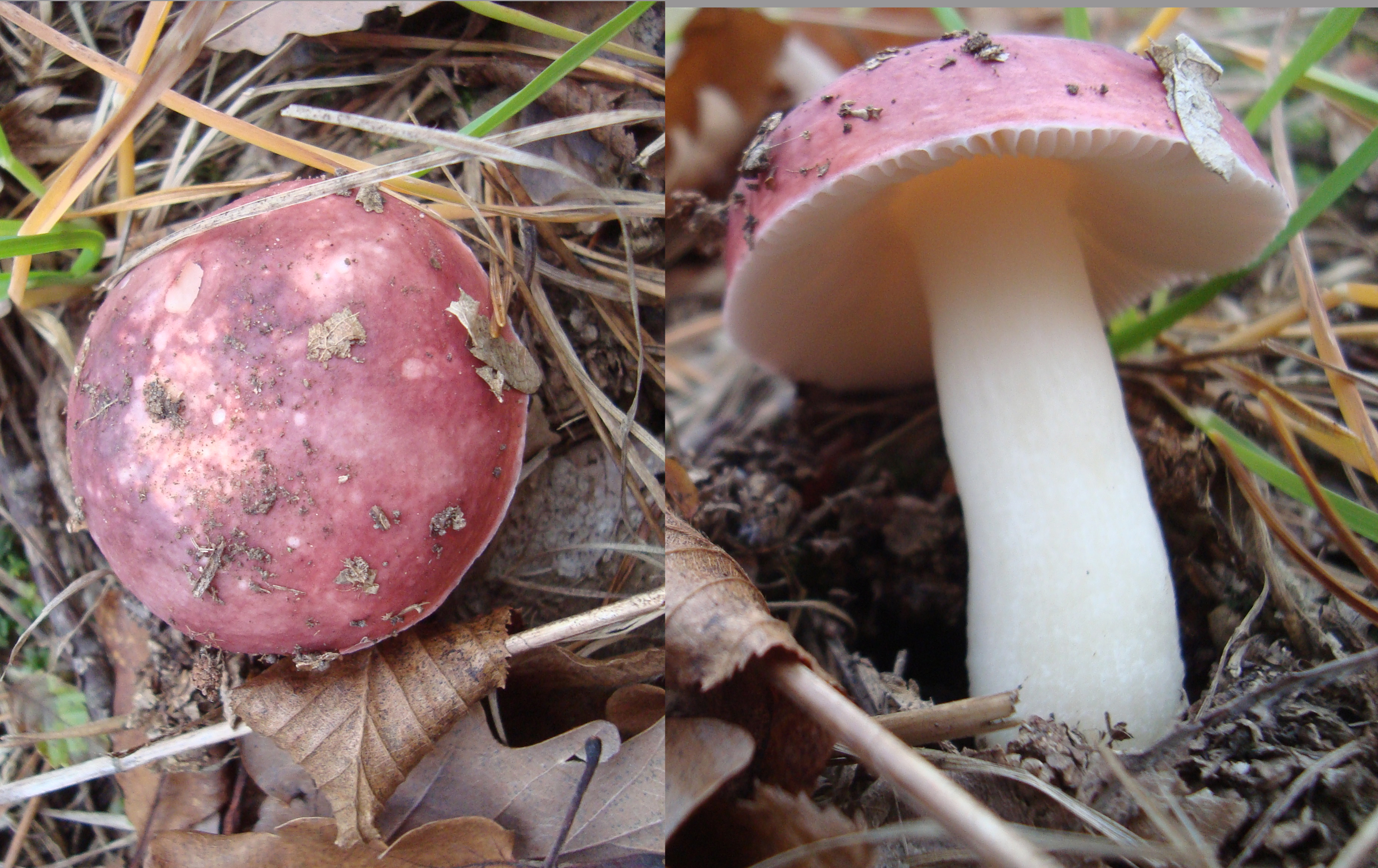
!Russula pseudointegra!
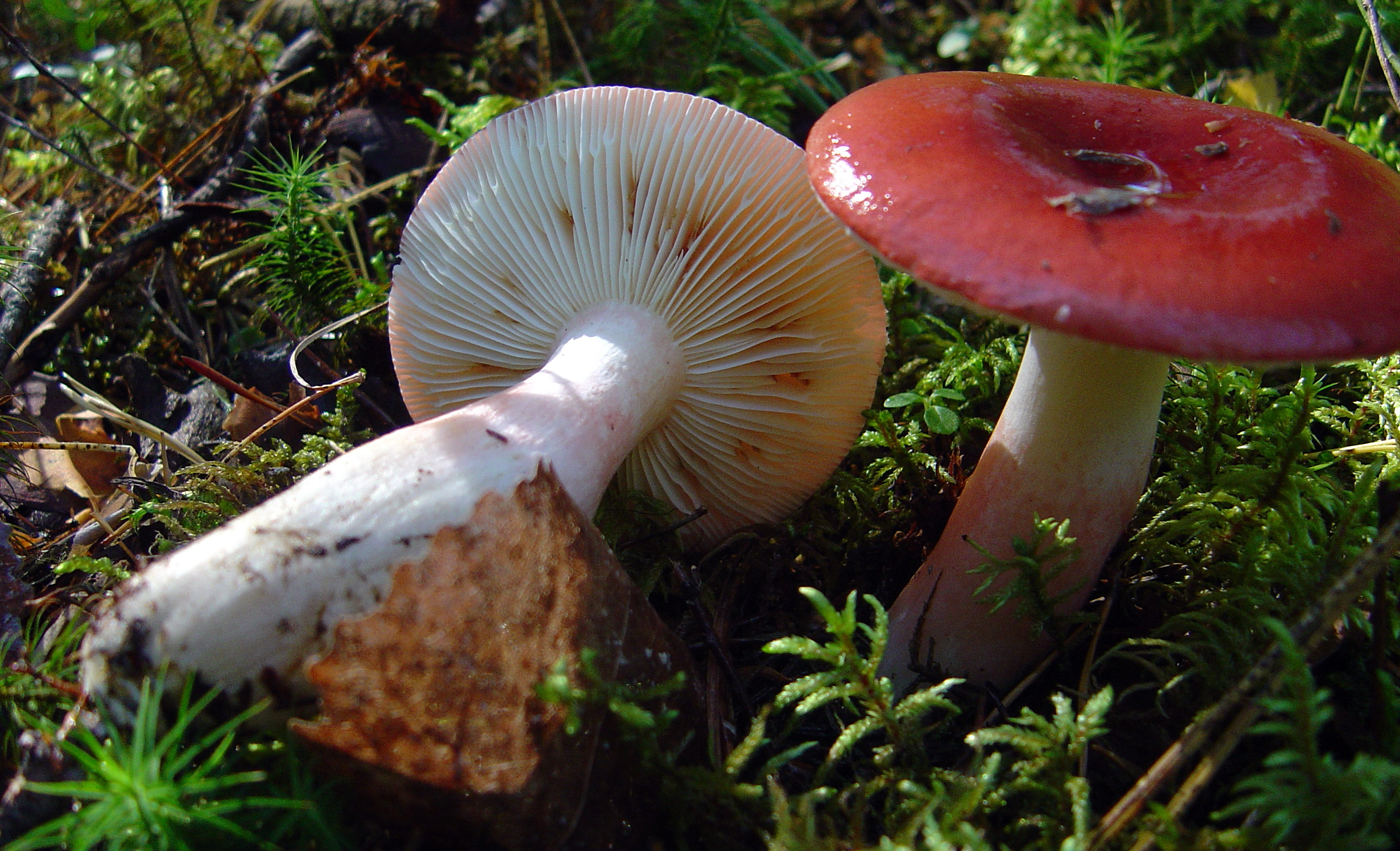
!Russula rhodopus!
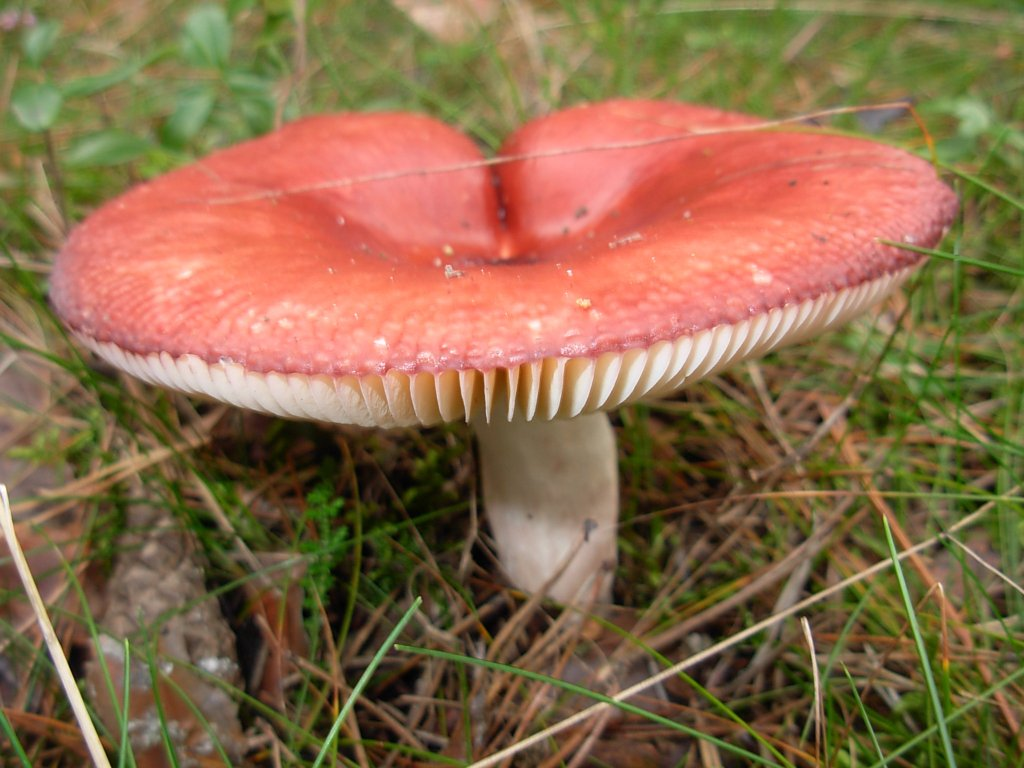
!Russula rubra!
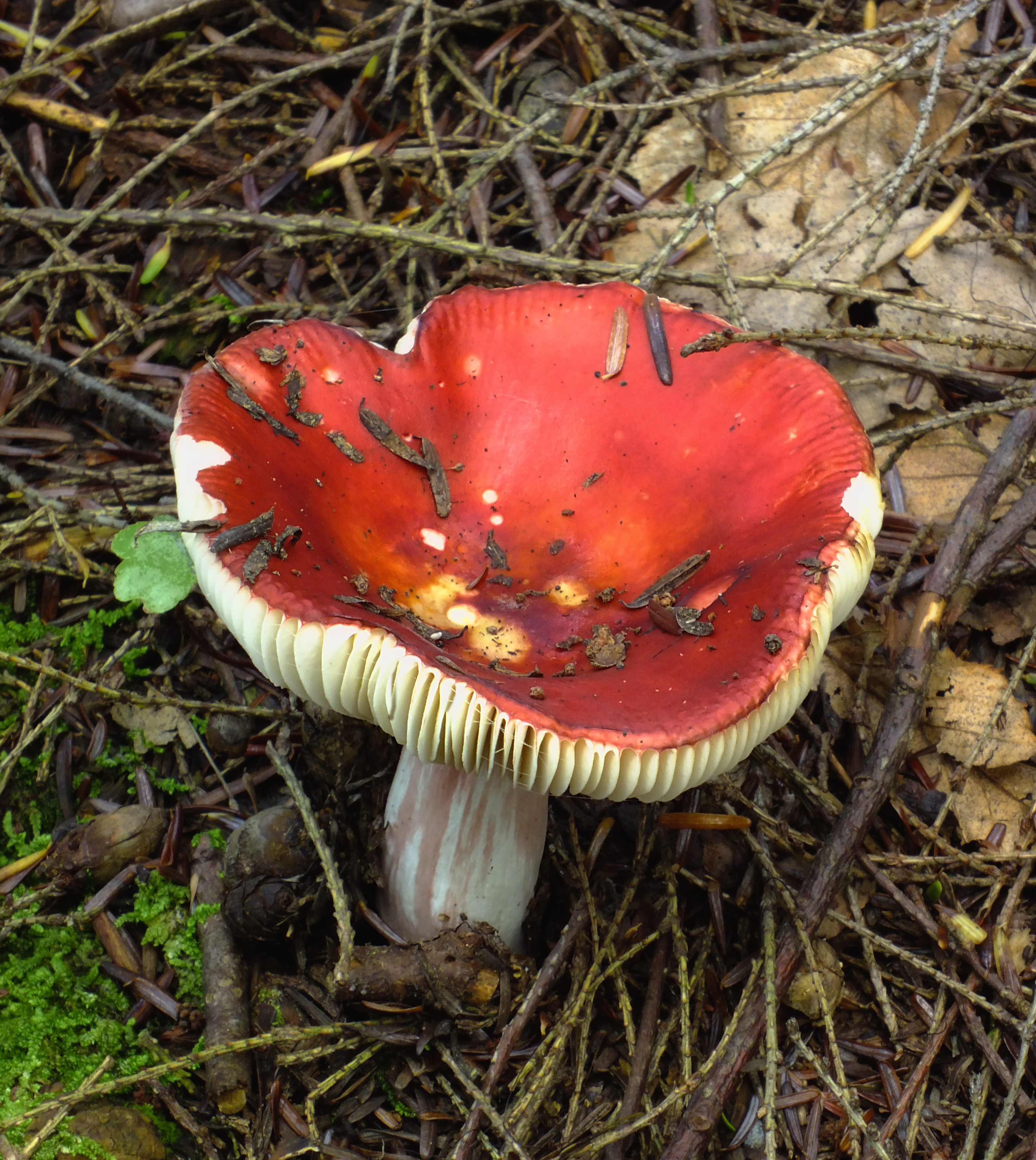
Russula silvicola
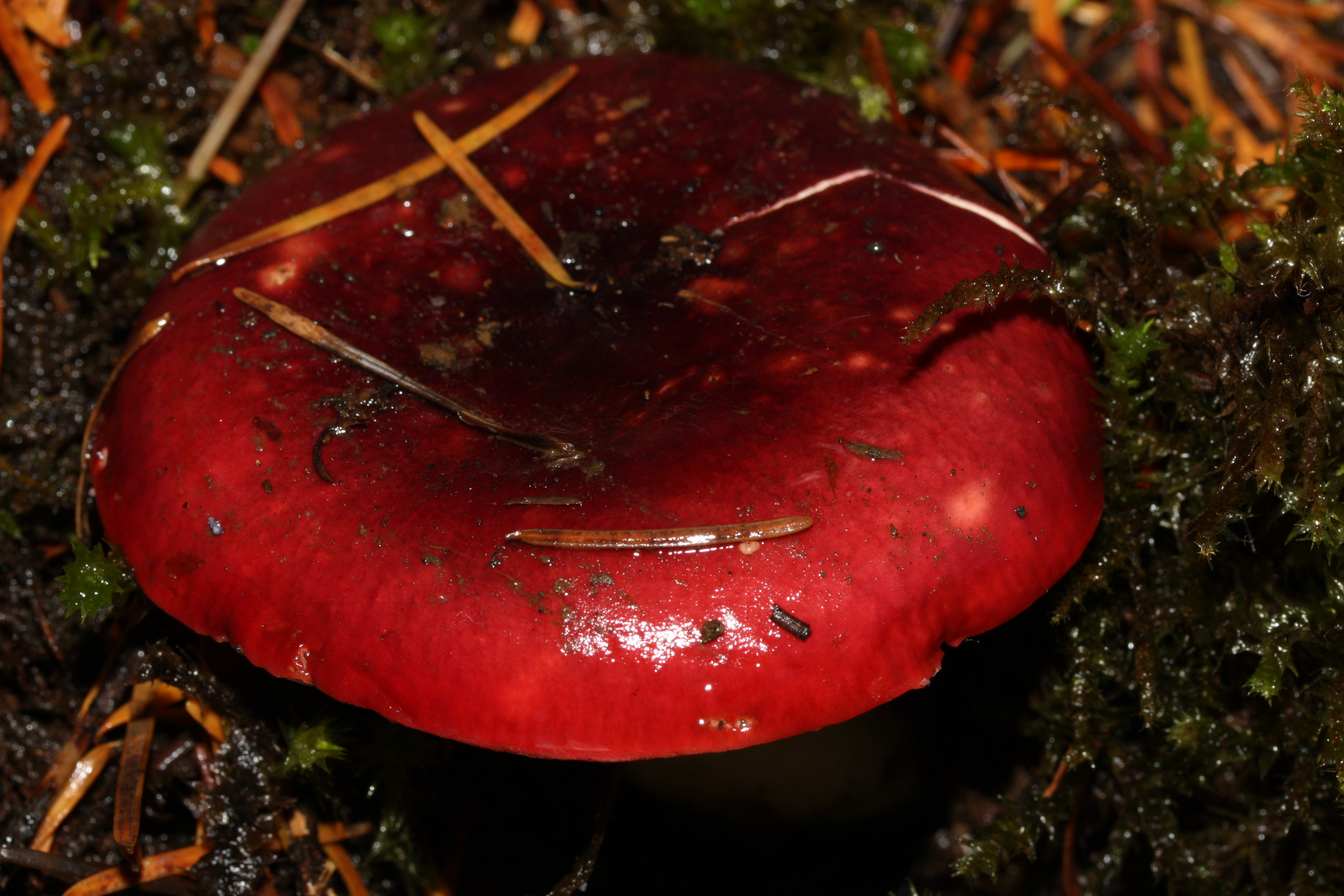
Russula xerampelina

## Valorificare
Deși de miros plăcut, acești bureți roșii nu sunt comestibili din cauza iuțimii și amărăciunii a cărnii, mai ales a lamelelor, pe care nu o pierde nici după fierbere. Deși pare ingrată în de exemplu Tailanda, nu faceți probe de curaj pentru că consecințele vor fi tare neplăcute cu greață, vomă și probleme respiratoare. 